# Black Bag
Black Bag er en amerikansk thriller- og spionfilm fra 2025 om et agent-ægtepar, hvor konen bliver beskyldt for forræderi. Filmen er instrueret af Steven Soderbergh og har Cate Blanchett og Michael Fassbender i hovedrollerne. Soderbergh har også filmet og klippet filmen, mens manuskriptet er skrevet af David Koepp.
Filmen har en række tidligere skuespillere fra James Bond-film, bl.a. Pierce Brosnan, på rollelisten, men slår sig op på at være en mørkere og mere rå spionfilm.

## Handling
Filmen følger et ægtepar af hemmelige agenter. Da konen bliver beskyldt for forræderi mod nationen, må manden vælge mellem at være loyal over for hende eller sit land.

## Medvirkende
- Cate Blanchett som Kathryn St. Jean
- Michael Fassbender som George Woodhouse
- Marisa Abela som Clarissa Dubose
- Tom Burke som Freddie Smalls
- Naomie Harris som Dr. Zoe Vaughan
- Regé-Jean Page som oberst James Stokes
- Pierce Brosnan som Arthur Steiglitz
- Gustaf Skarsgård som Meacham

## Modtagelse

### USA
På det amerikanske websted Rotten Tomatoes, der opsummerer amerikanske mediers filmanmeldelser, var 91 % af de 33 indsamlede anmeldelser positive med en gennemsnitlig vurdering på 7,5 ud af 10 mulige point.

### Danmark
Politikens Nanna Frank Rasmussen tildelte tre stjerner og kaldte filmen stiv, uigennemtrængelig og uengagerende.